# Green Hammerton
Green Hammerton – wieś w Anglii, w hrabstwie North Yorkshire, w dystrykcie (unitary authority) North Yorkshire. Leży 16 km na zachód od miasta York i 289 km na północ od Londynu.